# Struchium
Struchium is een geslacht uit de composietenfamilie (Asteraceae). De soorten uit het geslacht komen voor in Zuid-Amerika, Centraal-Amerika en het Caraïbisch gebied.

## Soorten
- Struchium americanum Poir.
- Struchium sparganophorum (L.) Kuntze